# کد اف‌اس‌اس

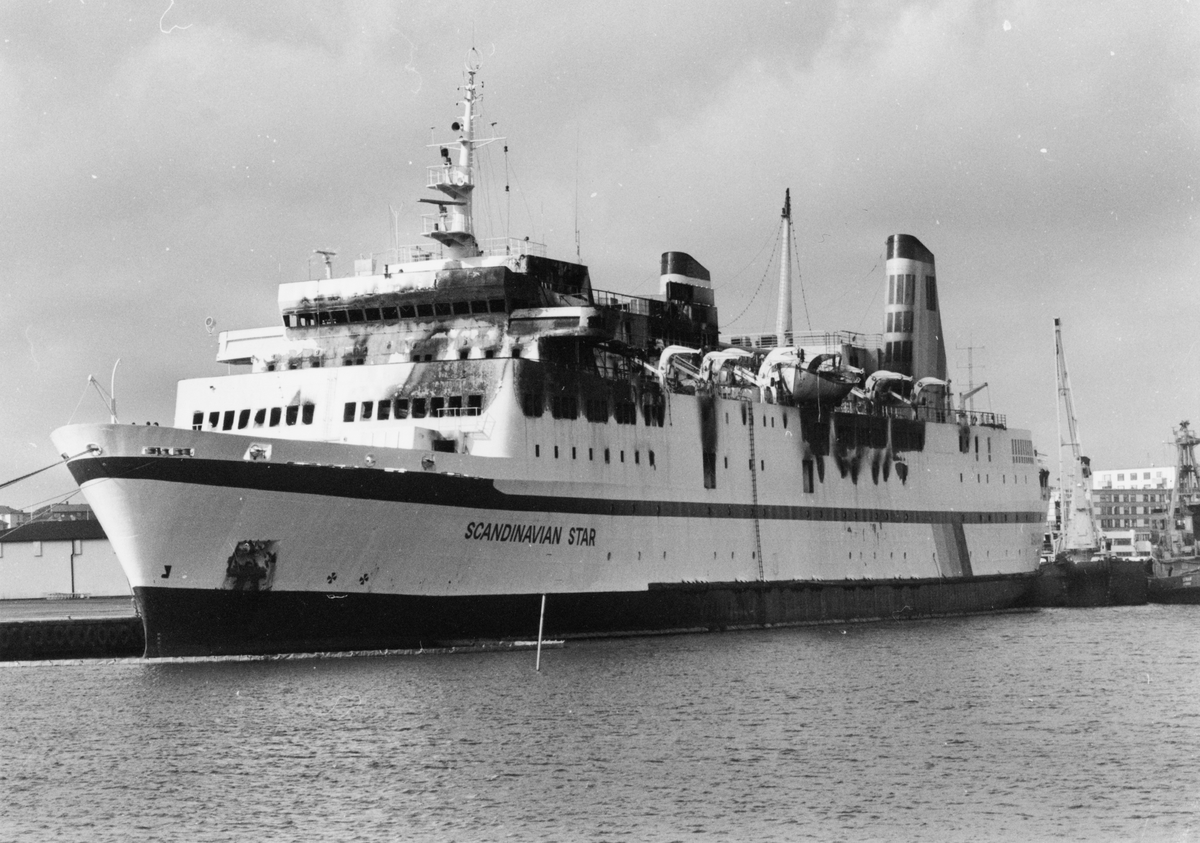
یک کشتی آمریکایی با کد اف‌اس‌اس یا کد سیستم‌های ایمنی آتش نشانی

کد اف‌اس‌اس (به انگلیسی: FSS Code) یا کد سیستم‌های ایمنی آتش نشانی (به انگلیسی: International Code for Fire Safety Systems) یک مجموعه از معاهدات سازمان یافته توسط سازمان بین‌المللی دریانوردی تحت کنوانسیون بین‌المللی ایمنی جان اشخاص در دریا است که برای کاهش خطر آتش سوزی و کمک به پاسخ اضطراری کشتی‌ها طراحی شده‌اند. بعضی از اجزاء این کد پس از چندین بلایای مهم کشتی‌های مسافربری در طول قرن گذشته ساخته شدند.

## اجزاء
- اتصال بین‌المللی دریایی - جزئیات در مورد نحوه اتصال به سواحل و بنادر
- حفاظت شخصی - لباس‌های آتش نشانی و دستگاه تنفس.
- خاموش‌سازی
  - کپسول‌های اتش نشانی - مشخصات خاموش کننده‌های قابل حمل
  - سیستم‌های خاموش کننده گاز ثابت
  - سیستم‌های خاموش کننده فوم ثابت
  - سیستم‌های آب فشار و آب اسپری ثابت
  - سیستم‌های آبیاری خودکار، تشخیص آتش و سیستم‌های اعلام حریق
  - پمپ‌های اضطراری ثابت
  - سیستم فوم عرشه ثابت
  - سیستم گاز بی اثر
- سیستم‌های تشخیص آتش و زنگ خطر
- سیستم تشخیص دود
- سیستم روشنایی کم - برای قسمت‌های پایین تر کشتی
- راه‌های فرار

## تاریخچه
کد اف‌اس‌اس از طریق برخی از تکامل‌ها به وجود آمده است:
- ۱۹۱۴ و ۱۹۲۹ کنوانسیون بین‌المللی ایمنی جان اشخاص در دریا پس از غرق شدن آرام‌اس تایتانیک
- ۱۹۴۸ و ۱۹۶۰ پس از غرق شدن اس‌اس مورو کستل در سال ۱۹۳۴
- کنوانسیون بین‌المللی ایمنی زندگی در دریا از تاریخ ۱ نوامبر ۱۹۷۴
- ۱۹۸۱ اصلاح بخش دوم از فصل دوم کنوانسیون
- ۱۹۹۰ فاجعه ام‌اس اسکاندیناویان استار که منجر به بازنگری شد
- ۱۹۹۶ کد بین‌المللی برای استفاده از رویه‌های آزمایش آتش لندن
- ۲۰۱۲ اصلاحیه‌های بین‌المللی برای سیستم‌های ایمنی آتش